# Castillo de Hohenschwangau
El castillo de Hohenschwangau (en alemán: Schloss Hohenschwangau fue la residencia de infancia del rey Luis II de Baviera y fue construido por su padre, el rey Maximiliano II de Baviera. Se encuentra en el pueblo de Schwangau cerca de la ciudad de Füssen, perteneciente al distrito de Ostallgäu en el sudoeste de Baviera, a 127 km de Múnich, muy cerca de la frontera con Austria.

## Historia
El castillo de Hohenschwangau fue construido donde se situaba la antigua fortaleza de Schwanstein, que databa del siglo XII. Una familia de caballeros se hizo cargo de la construcción de la fortaleza medieval. Tras abdicar los caballeros en el siglo XVI, la fortaleza cambió de manos en diversas ocasiones. El deterioro de la fortaleza continuó hasta que finalmente quedó en ruinas a inicios del siglo XIX.
En 1829 el príncipe Maximiliano (futuro rey Maximiliano II de Baviera) conoció el histórico lugar y se entusiasmó por la belleza del entorno. Adquirió la propiedad en 1832. Un año después empezaron las obras de reconstrucción de manera ininterrumpida hasta 1837. El arquitecto a cargo, el muniqués Domenico Quaglio, fue el responsable del estilo neogótico del diseño exterior.
Hohenschwangau fue el lugar oficial de veraneo y de práctica de caza de Maximiliano, su esposa María de Prusia y sus dos hijos Luis (futuro Rey Luis II de Baviera) y Otón (Rey Otón I de Baviera). El joven príncipe pasó aquí sus años de adolescente: el rey y la reina vivían en el edificio principal y sus hijos en el adyacente.
El rey Maximiliano murió en 1864 y su hijo Luis le sucedió en el trono, trasladándose a la estancia que su padre tenía en el castillo. Como Luis nunca se casó, su madre continuó viviendo en la misma planta. El rey Luis II de Baviera disfrutó viviendo en Hohenschwangau, especialmente después de 1869, cuando se inició la construcción de su propio castillo de Neuschwanstein, a partir de piedras que provenían del castillo de la familia.

## Galería de imágenes

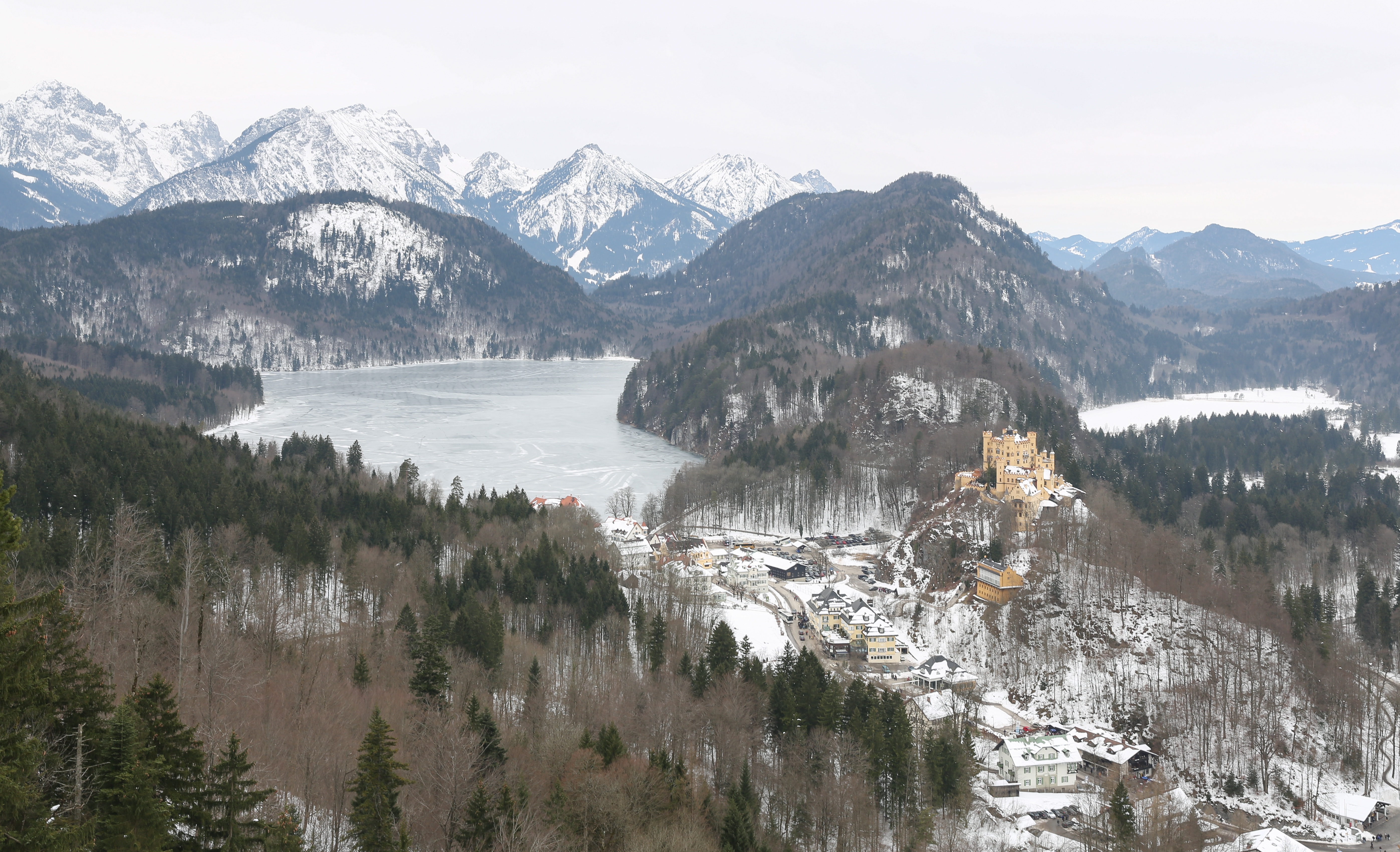
El castillo de Hohenschwangau, a la derecha del pueblo, visto desde Neuschwanstein.
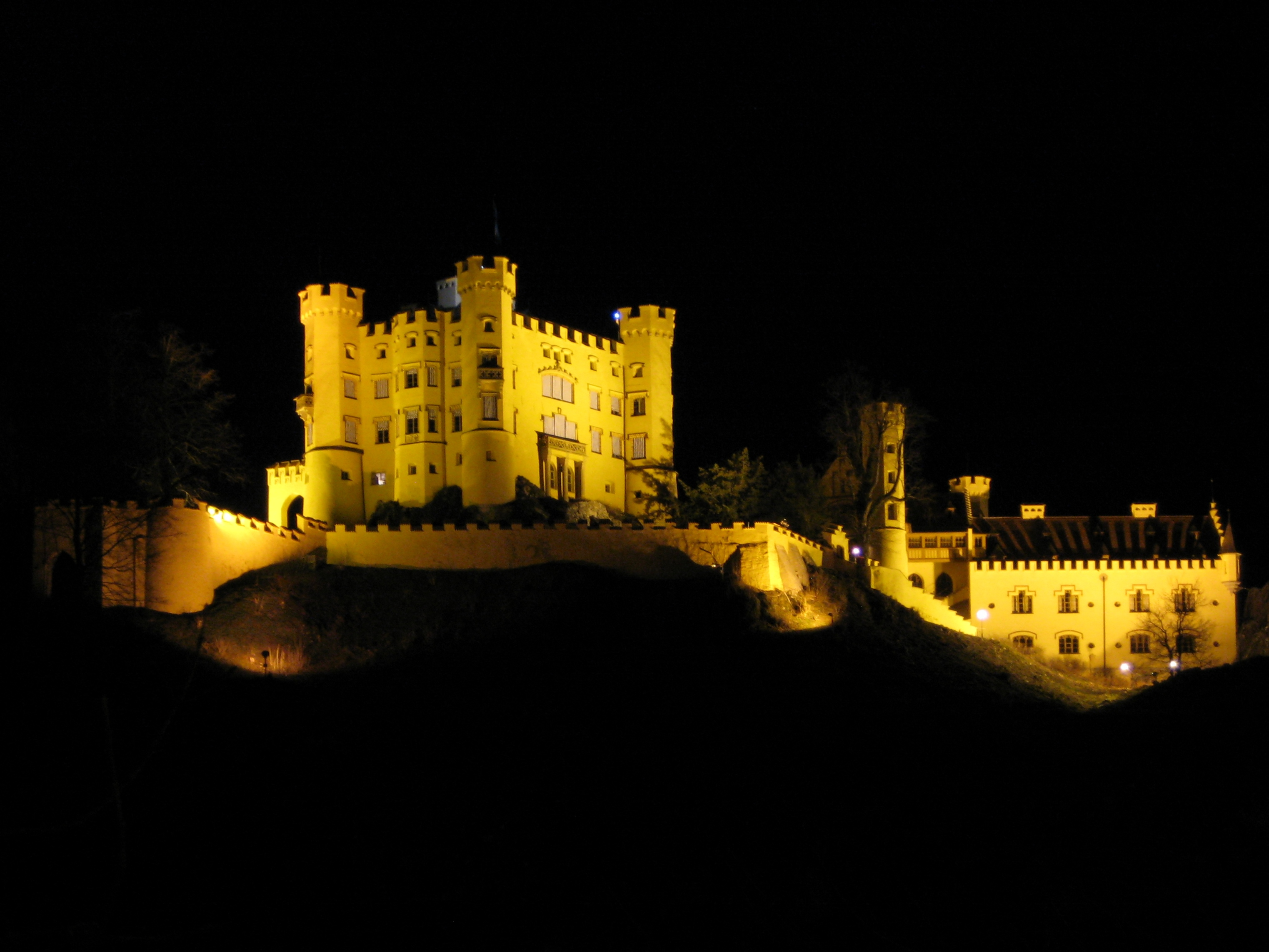
Hohenschwangau de noche.
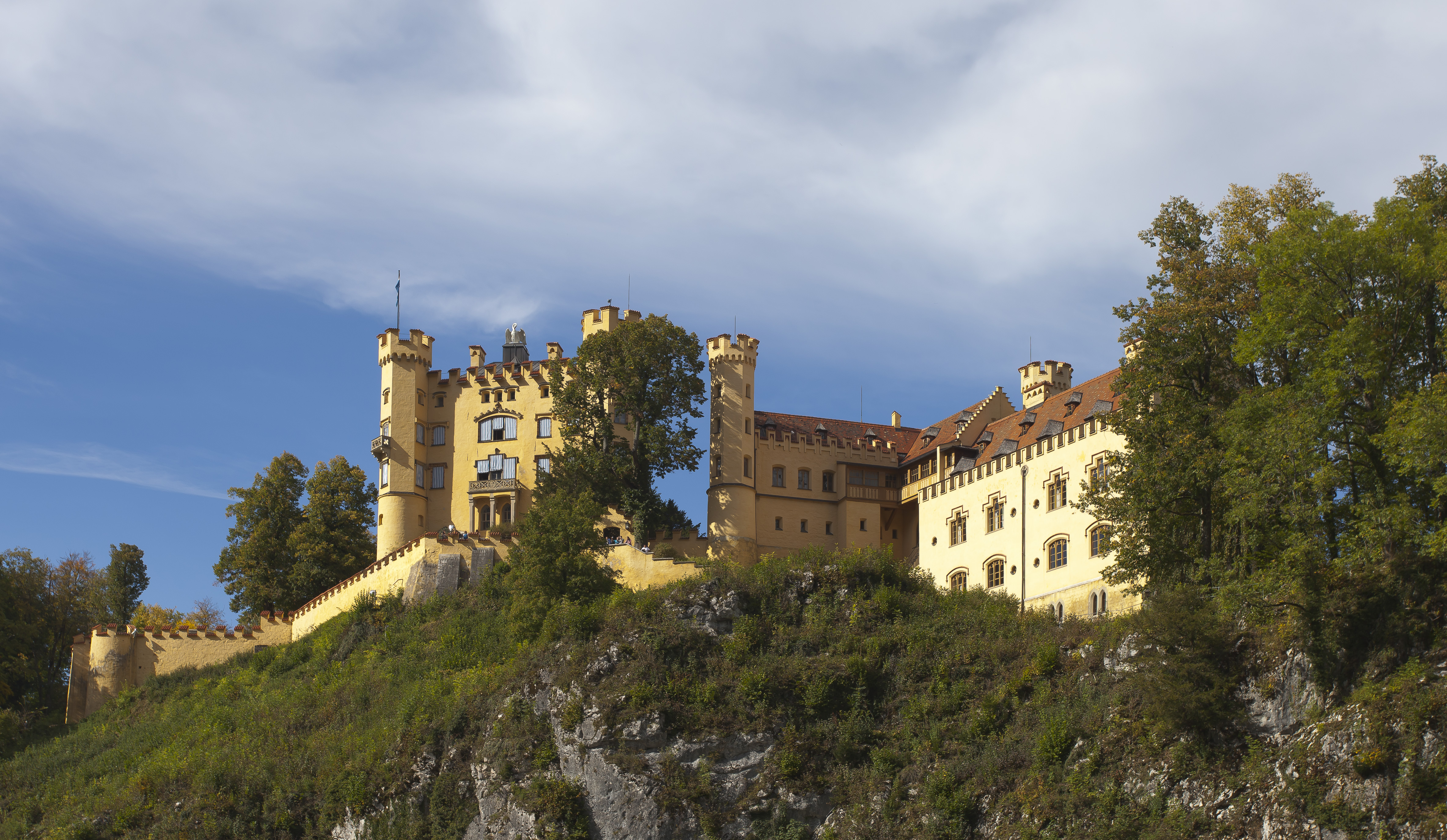
Vista inferior.